# Премия «Давид ди Донателло» за лучшую режиссуру
Премия «Давид ди Донателло» за лучшую режиссуру (итал. David di Donatello per il miglior regista) — один из призов национальной итальянской кинопремии Давид ди Донателло. Вручается ежегодно с 1956 года. Всего 25 категорий на 2012 год.
Награды вручаются с 1956 года по настоящее время. Марио Моничелли имеет четыре награды кинопремии.

## 1950-е
| Год  | Режиссёр/фильм победитель            |
| ---- | ------------------------------------ |
| 1956 | Джанни Франчолини — Римские рассказы |
| 1957 | Федерико Феллини — Ночи Кабирии      |
| 1958 | не вручалась                         |
| 1959 | Альберто Латтуада — Буря             |

## 1960-е
| Год  | Режиссёр/фильм победитель                                             |
| ---- | --------------------------------------------------------------------- |
| 1960 | Федерико Феллини — Сладкая жизнь                                      |
| 1961 | Микеланджело Антониони — Ночь                                         |
| 1962 | Эрманно Ольми — Вакантное место                                       |
| 1963 | Витторио Де Сика — Затворники Альтоны                                 |
| 1964 | Пьетро Джерми — Соблазнённая и покинутая                              |
| 1965 | Витторио Де Сика — Брак по-итальянски Франческо Рози — Момент истины  |
| 1966 | Алессандро Блазетти — Я, я, я и другие Пьетро Джерми — Дамы и господа |
| 1967 | Луиджи Коменчини — Непонятый                                          |
| 1968 | Карло Лиццани — Бандиты в Милане                                      |
| 1969 | Франко Дзеффирелли — Ромео и Джульетта                                |

## 1970-е
| Год  | Режиссёр/фильм победитель                                                          |
| ---- | ---------------------------------------------------------------------------------- |
| 1970 | Джилло Понтекорво — Кеймада                                                        |
| 1971 | Лукино Висконти — Смерть в Венеции                                                 |
| 1972 | Серджо Леоне — За пригоршню динамита Франко Дзеффирелли — Брат Солнце, сестра Луна |
| 1973 | Лукино Висконти — Людвиг                                                           |
| 1974 | Федерико Феллини — Амаркорд                                                        |
| 1975 | Дино Ризи — Запах женщины                                                          |
| 1976 | Марио Моничелли — Мои друзья Франческо Рози — Сиятельные трупы                     |
| 1977 | Марио Моничелли — Мелкий–мелкий буржуа Валерио Дзурлини — Пустыня Тартари          |
| 1978 | Этторе Скола — Необычный день                                                      |
| 1979 | Франческо Рози — Христос остановился в Эболи                                       |

## 1980-е
| Год  | Режиссёр/фильм победитель                                                  | Номинанты                                                                  |
| ---- | -------------------------------------------------------------------------- | -------------------------------------------------------------------------- |
| 1980 | Марко Беллоккьо — Прыжок в пустоту Джилло Понтекорво — Операция «Чудовище» |                                                                            |
| 1981 | Франческо Рози — Три брата                                                 | Луиджи Коменчини — Вернись, Эудженио Этторе Скола — Любовная страсть       |
| 1982 | Марко Феррери — Истории обыкновенного безумия                              | Сальваторе Пишичелли — Le occasioni di Rosa Карло Вердоне — Тальк          |
| 1983 | Братья Тавиани — Ночь святого Лоренцо                                      | Джанни Амелио — В самое сердце Этторе Скола — Новый мир                    |
| 1984 | Этторе Скола — Бал                                                         | Федерико Феллини — И корабль плывет Нанни Лой — Меня послал Пиконе         |
| 1985 | Франческо Рози — Кармен                                                    | Пупи Авати — Impiegati Паоло Тавиани и Витторио Тавиани — Хаос             |
| 1986 | Марио Моничелли — Надеемся, что будет девочка                              | Федерико Феллини — Джинджер и Фред Нанни Моретти — Месса окончена          |
| 1987 | Этторе Скола — Семья                                                       | Пупи Авати — Рождественский подарок Франческо Мазелли — История любви      |
| 1988 | Бернардо Бертолуччи — Последний император                                  | Федерико Феллини — Интервью Никита Михалков — Очи чёрные                   |
| 1989 | Эрманно Ольми — Легенда о святом пропойце                                  | Марко Ризи — Мэри навсегда Джузеппе Торнаторе — Новый кинотеатр «Парадизо» |

## 1990-е
| Год  | Режиссёр/фильм победитель                                                       | Номинанты |
| ---- | ------------------------------------------------------------------------------- | --- |
| 1990 | Марио Моничелли — Странная болезнь                                              | Джанни Амелио — Открытые двери Пупи Авати — История мальчиков и девочек Федерико Феллини — Голос луны Нанни Лой — Беспризорники Нанни Моретти — Красный штрафной |
| 1991 | Марко Ризи — Парни с улицы Рикки Тоньяцци — Ультра                              | Франческа Аркибуджи — Под вечер Даниэле Лукетти — Неделя сфинкса Габриэле Сальваторес — Средиземное море                                                         |
| 1992 | Джанни Амелио — Похититель детей                                                | Марко Ризи — Невидимая стена Карло Вердоне — Будь проклят день, когда я тебя повстречал                                                                          |
| 1993 | Роберто Фаэнца — Иона, который жил в чреве кита Рикки Тоньяцци — В моей комнате | Франческа Аркибуджи — Большой арбуз |
| 1994 | Карло Вердоне — Не будем больше встречаться                                     | Нанни Моретти — Дорогой дневник Pasquale Pozzessere — Отец и сын                                                                                                 |
| 1995 | Марио Мартоне — Любовь утомляет                                                 | Джанни Амелио — Америка Алессандро Д’Алатри — Без кожи |
| 1996 | Джузеппе Торнаторе — Фабрика звёзд                                              | Бернардо Бертолуччи — Ускользающая красота Карло Лиццани — Целлулоид Паоло Вирдзи — Отпуск в августе                                                             |
| 1997 | Франческо Рози — Перемирие                                                      | Роберто Фаэнца — Марианна Укрия Wilma Labate — Моё поколение Габриэле Сальваторес — Нирвана Маурицио Дзаккаро — Ягдташ                                           |
| 1998 | Роберто Бениньи — Жизнь прекрасна                                               | Марио Мартоне — Театр войны Паоло Вирдзи — Яйца вкрутую |
| 1999 | Джузеппе Торнаторе — Легенда о пианисте                                         | Бернардо Бертолуччи — Осаждённые Джузеппе Пиччони — Не от мира сего                                                                                              |

## 2000-е
| Год  | Режиссёр/фильм победитель                    | Номинанты |
| ---- | -------------------------------------------- | --- |
| 2000 | Сильвио Сольдини — Хлеб и тюльпаны           | Марко Бекис — Гараж Олимпо Рикки Тоньяцци — Закон противоположностей                                                                                   |
| 2001 | Габриэле Муччино — Последний поцелуй         | Марко Туллио Джордана — Сто шагов Нанни Моретти — Комната сына                                                                                         |
| 2002 | Эрманно Ольми — Великий Медичи: Рыцарь войны | Джузеппе Пиччони — Свет моих очей Сильвио Сольдини — Рождённые ветром                                                                                  |
| 2003 | Пупи Авати — Сердце не с тобой               | Марко Беллоккьо — Улыбка моей матери Маттео Гарроне — Таксидермист Габриэле Муччино — Помни обо мне Ферзан Озпетек — Окно напротив                     |
| 2004 | Марко Туллио Джордана — Лучшие из молодых    | Пупи Авати — Рождественский реванш Марко Беллоккьо — Здравствуй, ночь Серджо Кастеллитто — Не двигайся Маттео Гарроне — Первая любовь                  |
| 2005 | Паоло Соррентино — Последствия любви         | Джанни Амелио — Ключи от дома Давиде Феррарио — После полуночи Андреа Фрацци, Антонио Фрацци — Такие дети Ферзан Озпетек — Боль чужих сердец           |
| 2006 | Нанни Моретти — Кайман                       | Антонио Капуано — Война Марио Микеле Плачидо — Криминальный роман Серджо Рубини — Земля Карло Вердоне — Мой лучший враг                                |
| 2007 | Джузеппе Торнаторе — Незнакомка              | Марко Беллоккьо — Режиссёр свадеб Эмануэле Криалезе — Новый свет Даниэле Лукетти — Мой брат — единственный ребенок в семье Эрманно Ольми — Сто гвоздей |
| 2008 | Андреа Молайоли — Девушка у озера            | Кристина Коменчини — Белые и чёрные Антонио Луиджи Гримальди — Тихий хаос Карло Маццакурати — Держать дистанцию Сильвио Сольдини — Дни и облака        |
| 2009 | Маттео Гарроне — Гоморра                     | Пупи Авати — Папа Джованны Фаусто Брицци — Экс Джулио Манфредония — Это выполнимо Паоло Соррентино — Изумительный                                      |

## 2010-е
| Год  | Режиссёр/фильм победитель               | Номинанты |
| ---- | --------------------------------------- | --- |
| 2010 | Марко Беллоккьо — Побеждать             | Джорджо Диритти — Тот, кто придёт Ферзан Озпетек — Холостые выстрелы Джузеппе Торнаторе — Баария Паоло Вирдзи — Первое прекрасное |
| 2011 | Даниеле Лукетти — Наша жизнь            | Марко Беллоккьо — Мои сёстры Саверио Костанцо — Одиночество простых чисел Клаудио Капеллини — Тихая жизнь Микеланджело Фраммартино — Четырежды Паоло Дженовезе — Незрелые Марио Мартоне — Мы верили Лука Миньеро — Добро пожаловать на юг |
| 2012 | Братья Тавиани — Цезарь должен умереть  | Эмануэле Криалезе — Материк Марко Туллио Джордана — Роман о бойне Нанни Моретти — У нас есть Папа! Паоло Соррентино — Где бы ты ни был |
| 2013 | Джузеппе Торнаторе — Лучшее предложение | Бернардо Бертолуччи — Ты и я Маттео Гарроне — Реальность Габриэле Сальваторес — Сибирское воспитание Даниэль Викари — Диас: Не вытирайте эту кровь                                                                                        |
| 2014 | Паоло Соррентино — Великая красота      | Ферзан Озпетек — Пристегните ремни Карло Маццакурати — Не в стульях счастье Этторе Скола — Это странное имя Федерико! Паоло Вирдзи — Цена человека                                                                                        |
| 2015 | Франческо Мунци — Чёрные души           | Саверио Костанцо — Голодные сердца Марио Мартоне — Невероятный молодой человек Нанни Моретти — Моя мама Эрманно Ольми — Torneranno i prati                                                                                                |
| 2016 | Маттео Гарроне — Страшные сказки        | Джанфранко Рози — Море в огне Клаудио Калигари — Не будь злым Паоло Дженовезе — Идеальные незнакомцы Паоло Соррентино — Молодость |
| 2017 | Паоло Вирдзи — Как чокнутые             | Марко Беллоккьо — Приятных снов Эдоардо Де Анджелис — Неделимые Клаудио Джованнези — Цветок Маттео Ровере — Итальянская гонщица |
| 2018 | Йонас Карпиньяно — Чамбра               | Джанни Амелио — Нежность Паоло Дженовезе — Место встречи Антонио Манетти, Марко Манетти — Любовь и пуля Ферзан Озпетек — Неаполь под пеленой                                                                                              |
| 2019 | Маттео Гарроне — Догмэн                 | Марио Мартоне — Революция на Капри Лука Гуаданьино — Назови меня своим именем Валерия Голино — Эйфория Аличе Рорвахер — Счастливый Лазарь                                                                                                 |

## 2020-е
| Год  | Режиссёр/фильм победитель            | Номинанты |
| ---- | ------------------------------------ | --- |
| 2020 | Марко Беллоккьо — Предатель          | Маттео Гарроне — Пиноккио Клаудио Джованнези — Пираньи Неаполя Пьетро Марчелло — Мартин Иден Маттео Ровере — Первый король Рима                  |
| 2021 | Джорджо Диритти — Я хотел спрятаться | Дамиано и Фабио Роберто Д’Инноченцо — Плохие сказки Джанни Амелио — Хаммамет Эмма Данте — Тайна сестёр Макалузо Сузанна Никкьярелли — Мисс Маркс |
| 2022 | Паоло Соррентино — Рука Бога         | Леонардо Ди Костанцо — Ариаферма Джузеппе Торнаторе — Эннио. Маэстро Габриэле Майнетти — Отчаянные мстители Марио Мартоне — Король смеха         |
| 2023 | Марко Беллоккьо — Ночь на улице      | Джанни Амелио — Повелитель муравьёв Роберто Андо — Странность Феликс Ван Грунинген и Шарлотта Вандермерш — Восемь гор Марио Мартоне — Ностальгия |
| 2024 | Маттео Гарроне — Я — капитан         | Нанни Моретти — Великая магия Андреа Ди Стефано — Последняя ночь Аморе Аличе Рорвахер — Химера Марко Беллоккьо — Похищенный                      |